# Palais de la Banca Commerciale Italiana
Le palais de la Banca Commerciale Italiana est un palais situé au 222/226 Via del Corso, dans le rione Colonna de Rome, juste à côté de la galerie Alberto-Sordi. Anciennement se trouvait le Palazzo Lanci Bonaccorsi, démoli au début du XXe siècle.

## Histoire

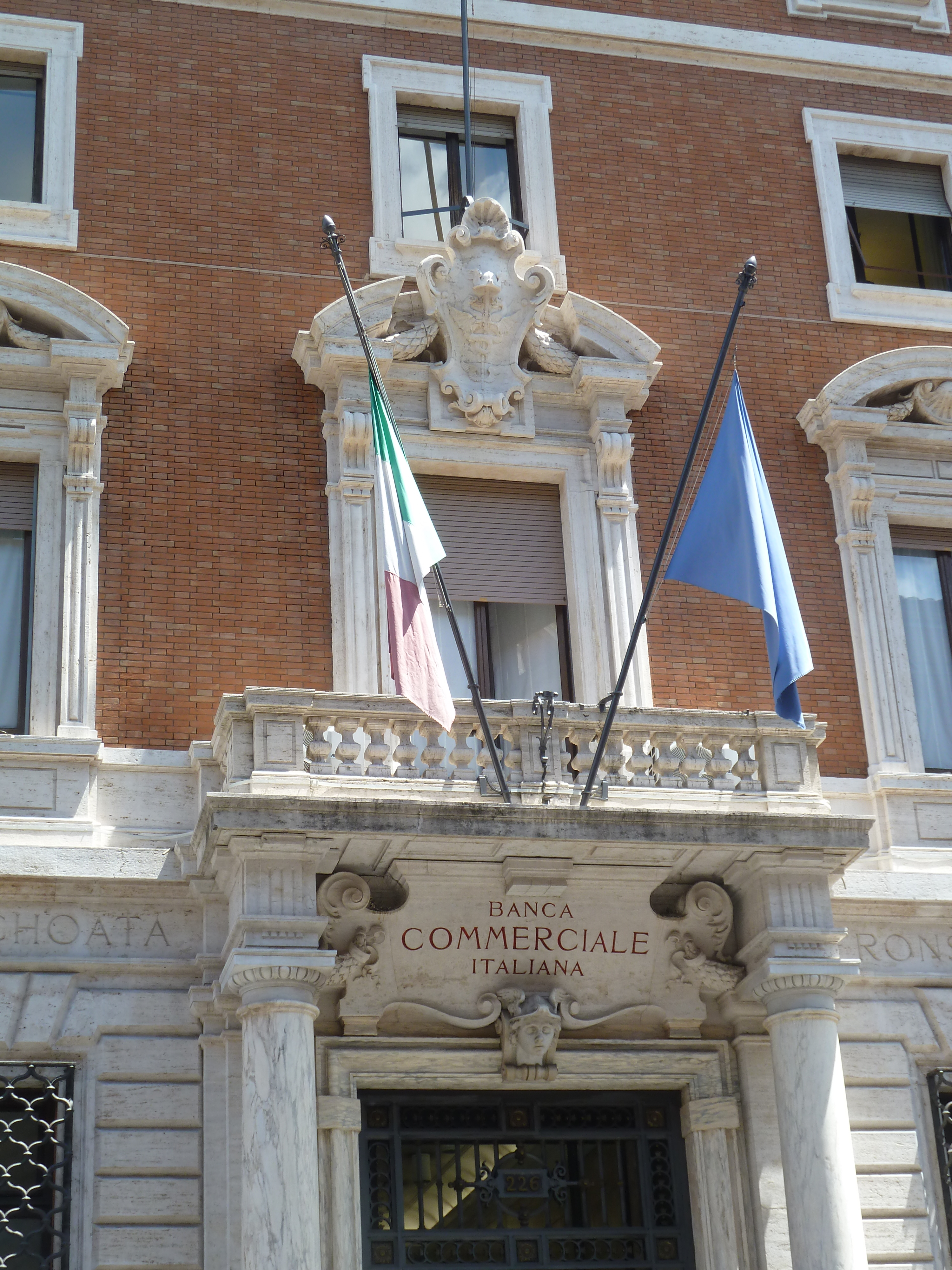
Détail du portail.

Le palais a été construit au XVIIIe siècle mais a finalement été démoli au début du XXe siècle lors des travaux d’agrandissement de la Via del Corso, qui ont conduit à la démolition de plusieurs autres bâtiments du même côté de la rue. Le processus n'a été achevé qu'en 1922 avec l'inauguration de la Galleria Colonna (actuellement Galleria Alberto Sordi ), construite à l'emplacement de l'ancien Palazzo Spada Piombino. Les grandes banques italiennes ont joué un rôle important et se sont fait concurrence afin d'obtenir de bons emplacements pour construire leur siège national ou régional le long de la nouvelle voie  . 
Le nouveau palais a été construit entre 1916 et 1927 sous la direction de Marcello Piacentini sur la base d'un projet de Luca Beltrami.